# Oznanjenje (Masolino)
Masolinovo Oznanjenje je slika (tempera na lesu, 148 x 115 cm), ki je bila naslikana v 1423-1424 ali 1427-1429 in je ohranjena v Narodni galeriji umetnosti v Washingtonu D. C.

## Zgodovina
Delo je bilo naslikano za oltar kapele Guardini na levi steni cerkve San Niccolò Oltrarno v Firencah. Ni jasno ali je bilo delo naslikano pred ali po kapeli družine Brancacci (kjer je Masolino delal v letih 1424–1425), in to je povezano s kompleksnim vprašanjem sposobnosti Masolina, da izkoristi perspektivo, za katero nekateri menijo, da je osvajanje, drugi pa jo namesto vedno pripišejo na neposredno posredovanje sodelavca Masaccia.
Okrog leta 1567 je bila plošča prenesena v drugo kapelo, leta 1576 pa je bila postavljena v zakristijo, ko jo je nadomestilo sodobnejše Oznanjenje, ki ga je naslikal Alessandro Fei. V cerkvi je ostala do začetka 19. stoletja, sodeč po nekaterih posrednih informacijah, ki jih ponujajo komentarji o različnih izdajah Vasarijevega Življenja, v katerih je delo navedeno. Nato so ga morda izvozili iz Firenc in ga je očitno kupil Francis Weymss-Charteris-Douglas, vojvoda od Wemyssa, ki ga je odpeljal v rezidenco Gosford House v Longniddryju na Škotskem. Približno leta 1915 so ga dobili dediči, ki so ga leta 1915 v Londonu prodali starinarju Robertu Langtonu Douglasu, ta pa leta 1916 Henryju Goldmanu iz New Yorka. 26. aprila 1937 je sliko je kupil A. W. Mellon Educational and Charitable Trust iz Pittsburgha in jo leta 1937 podarili Narodni galeriji.

## Opis
Masolinovo Oznanjenje je pomembno prehodno delo iz ikonografije teme 14. stoletja (ki jo je označil predvsem Simone Martini v Oznanjenju v galeriji Uffizi) v 15. stoletje in torej renesančno ikonografijo. Masolino je prizorišče namesto v mističnem zlatem ozadju postavil v sobo z dobro dodelanimi elementi pohištva in arhitekture, četudi se ni odrekel sklicevanju na tradicionalno ločevanje na plošče, z namestitvijo osrednjega stebra, ki deli prizor na dva dela. Igra lokov je dobro uravnotežena, kar potisne pogled gledalca globoko v odprta vrata, zahvaljujoč uravnoteženi uporabi perspektive, ki razkriva okrašenost stropov. Učinek pa je bolj dekorativen kot realen in ne manjka negotovosti, na primer povezava stebra, ki je v osnovi v ospredju, z glavnim prostorom pa se zdi bolj zadaj. Zdi se, da oba protagonista ne naseljujeta prostora, ampak se preprosto zdi, da sta nameščena v ospredju.
Angel je razkošno oblečen in v spoštovanju do Device drži prekrižane roke. Ta sedi na prestolu in v roki drži tradicionalni atribut knjigo, simbol uresničevanja Svetega pisma. Z zgovorno kretnjo se zdi, da z odpuščanjem sprejema nalogo, ki ji jo je zaupal Gospod, medtem ko njeno glavo s stropa osvetljuje božanska luč.
Njegova postava je elegantno aristokratska, s plaščem, ki ustvarja draperijo z zgibnimi in valovitimi linijami, v skladu z mednarodnim gotskim okusom. Za Masolina je značilna roka s stožčastimi prsti, ki počiva eterično in brez napora, elegantna, a neresnična.
Splošni učinek dela je učinek nežne in okrasne scene z dragocenimi in izjemno dobro dodelanimi kromatičnimi akordi.

## Druga dela
Masolino ohranja tudi mladostno Oznanjenje v Panicaleju in še eno fragmentarno Oznanjenje, sestavljeno iz dveh plošč z angelom in Devico, zlomljeno v neopredeljenem obdobju, prav tako ohranjeni v Narodni galeriji v Washingtonu. To drugo delo, podobno kot Oznanjenje v San Niccolòju, prikazuje angela v profilu in je običajno datirano okoli leta 1430.
Ta Masolinova dela so navdihnila Fra Angelica, ki je naslikal še bolj revolucioniral temo Oznanjenja z uporabo novega formata, ki je imel v 15. stoletju širok odmev.